# 林纳哈尔直升机场
59°26′48″N 24°45′10″E / 59.44667°N 24.75278°E
林纳哈尔直升机场，是位于爱沙尼亚首都塔林市港口附近的一座直升机场。

## 通航航空公司及航点
芬兰Copterline公司经营林纳哈尔直升机场与赫尔辛基豌豆岛直升机场之间的直升机商业航线。

## 事故
2005年8月10日中午，一架Sikorsky S-76直升机执行Copterline 103次航班，从林纳哈尔直升机场飞往赫尔辛基豌豆岛直升机场。起飞4分钟后，直升机突然失去控制，坠落在塔林附近海面。机上两名芬兰籍机组成员和12名乘客（6名芬兰人、4名爱沙尼亚人和两名美国人）全部遇难。